# Johann Benedict Listing

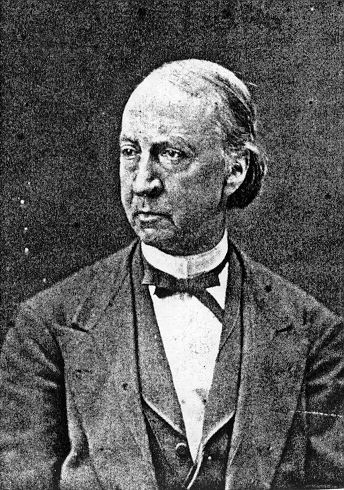
Johann Benedict Listing

Johann Benedict Listing (Frankfurt am Main, 25 juli 1808 - Göttingen, 24 december 1882) was een Duits wiskundige.
Hij studeerde vanaf 1830 wiskunde en architectuur aan de Universiteit van Göttingen. Daarnaast was hij ook geïnteresseerd in onder andere het aardmagnetisme en de fysiologie van het oog.
Onder invloed van zijn leermeester Carl Friedrich Gauss begon Listing zich in de topologie te specialiseren, die overigens in het midden van 19e eeuw nog geometria situs werd genoemd. In 1834 schreef hij zijn these getiteld, De superficiebus secundi ordinis. In 1836 gebruikte hij in een brief voor het eerst de term topologie. Vanaf 1837 gaf hij wiskunde les aan een hogeschool in Hannover om in 1839, na het politieke ontslag van Weber, een van de Göttinger Sieben, professor in de experimentele natuurkunde in Göttingen te worden. In 1847 publiceerde hij zijn werk Vorstudien zur Topologie een leerboek in de Topologie, waarbij opgemerkt dient te worden dat hij begrip topologie tien jaar eerder al in zijn brieven had gebruikt. 
Hij definieerde topologie als volgt: "De doctrine van modale eigenschappen van objecten, of van de wetten van verbindingen, van relatieve posities en van de opvolging van punten, lijnen, vlakken, lichamen en andere entiteiten of samengestelden in de ruimte, altijd met betrekking tot zaken van maatvoering en hoeveelheid" 
Door dit boek werd de term, topologie, langzamerhand gangbaar in het algemene wiskundig spraakgebruik, het eerst in het Duits en veel later, vanaf 1920, toen Solomon Lefschetz de term, in plaats van analysis situs, voor het eerst introduceerde, ook in het Engels en andere talen. 
Onafhankelijk van Möbius ontdekte Listing in 1858 de bijzondere eigenschappen van de Möbiusbanden. Hij ging een stap verder dan Möbius in het onderzoeken van eigenschappen van banden met hogere orde verdraaiingen (paradromische ringen). 
In 1862 generaliseerde hij in zijn werk Der Census raumlicher Complexe oder Verallgemeinerung des Euler'schen Satzes von den Polyedern uitbreidingen van Eulers formule voor de Euler-karakteristiek van georiënteerde driedimensionale polyhedra voor het geval van bepaalde vierdimensionale complexe simplices (dat zijn topologische ruimtes, die uit eenvoudige bestanddelen als punten, lijnen, driehoeken, tetraëders etc. samengesteld zijn). 
Behalve de term topologie introduceerde Listing ook de termen nodaal punt en micron (een duizendste millimeter)